# Janusz Pogonowski
Janusz Pogonowski (* 1922 in Krakau; † 19. Juli 1943 im KZ Auschwitz) war ein polnischer Widerstandskämpfer gegen die deutsche Besetzung Polens, der als Häftling im KZ Auschwitz ermordet wurde.

## Leben
Janusz Pogonowskis Vater war der bekannte Krakauer Gynäkologe Dr. Boleslaw Pogonowski (1892–1965), der während des Zweiten Weltkrieges als Arzt in einem Lazarett des polnischen Roten Kreuzes in Frankreich eingesetzt war.
Im Jahre 1940 wurde Janusz bei einer Straßenrazzia verhaftet und mit dem ersten Transport polnischer Häftlinge nach Auschwitz gebracht und dort unter dem Decknamen Janusz Skrzetuski registriert. Seine Häftlingsnummer war 253. Eingesetzt wurde er im Vermesser-Kommando. 
Pogonowski gehörte zur Untergrund-Miliz Armia Krajowa und stellte die Verbindung zwischen den Häftlingen und der Armee her. Es gelang ihm 1942 und 1943, acht illegale Briefe durch Meldegängerinnen der Widerstandsbewegung an seine Verwandten in Krakau zu schicken, da Pogonowski durch seine Arbeit im Vermesser-Kommando häufig außerhalb des Lagers eingesetzt war.
Nach der Flucht dreier Häftlinge aus diesem Kommando am 19. Juli 1943 wurde er zusammen mit elf weiteren Häftlingen vor der Lagerküche des Stammlagers während eines Appells im Beisein der angetretenen Lagerinsassen erhängt. Augenzeugen blieb besonders das von ihnen als letzter heldenhafter Protest gewertete Verhalten Pogonowskis während der Hinrichtung in Erinnerung: Während der Lagerkommandant Rudolf Höß noch dabei war, das Urteil zu verlesen, stieß Pogonowski den Stuhl um, auf dem er bereits stand, und erhängte sich selbst.